# Michelangelo Unterberger
Michelangelo Unterberger, scris uneori Michael Angelo Unterberger, (n. 11 august 1695, Cavalese, Trentino-Tirolul de Sud, Italia – d. 27 iunie 1758, Viena, Monarhia Habsburgică) a fost un pictor reprezentativ pentru barocul austriac, director al Academiei de Artă din Viena.

## Lucrări
În 1751 a pictat altarul Sfintei Treimi din Catedrala Sfântul Ștefan din Viena, iar în 1754 altarul principal al Catedralei Sfântul Gheorghe din Timișoara.